# Fédération de Namibie de football
La Fédération de Namibie de football (en anglais : Namibia Football Association, NFA) est une association regroupant les clubs de football de Namibie et organisant les compétitions nationales et les matchs internationaux de la sélection de Namibie.
La fédération nationale de Namibie est fondée en 1990. Elle est affiliée à la FIFA depuis 1992 et est membre de la CAF depuis 1992.